# Невидима леді
Невидима леді (англ. Invisible Woman), справжнє ім'я Сюзан «Сью» Шторм-Річардс (англ. Susan «Sue» Storm-Richards), також відома як Невидима дівчина (англ. Invisible Girl) — вигадана персонажка, супергероїня з коміксів американського видавництва Marvel Comics. Персонаж є учасницею-засновницею Фантастичної четвірки, а також першим супергероєм жіночої статі, створеним Marvel Comics за часів Срібного століття коміксів.
Сью Річардс отримала свої сили в результаті впливу космічних променів. Її основні здібності дозволяють маніпулювати світловими хвилями, які дозволяють їй робити себе невидимою. Також Сью має здатність проєктувати силові поля з невидимою псионічною енергіею, яку вона використовує як з наступальною, так і з оборонною метою. Сью грає центральну роль в житті її «запального» молодшого брата Джонні Сторма, геніального чоловіка Ріда Річардса, близького друга Бена Грімма і дітей, Франкліна та Валерії.
Будучи об'єктом захоплення з боку Доктора Дума і, в першу чергу, Неймора Підводника, Сью, через свою пасивну силу невидимості, в ранніх випусках виступала як дівчина в біді, протягом пригоди команди. З розвитком її здібностей до проєктування силових полів, сила Сью зростає, і вона стає другим авторитетом у команді. У той час як у перші роки Сью перебуває в тіні її брата та чоловіка, в даний час вона вважається душею Фантастичної четвірки та одним з головних героїв Всесвіту Marvel.
Роль Невидимої леді виконують: Ребекка Стааб у фільмі «Фантастична четвірка» 1994 року, Джесіка Альба у «Фантастичній четвірці» 2005 року та його сіквелі 2007 року, і Кейт Мара у фільмі «Фантастична четвірка».

## Історія публікацій
Створена сценаристом Стеном Лі та художником/співавтором Джеком Кірбі, героїня дебютувала у Fantastic Four #1 (листопад 1961)
Стен Лі не хотів наділяти Сью супер-здібностями, яка «стала б Диво-жінкою і били людей», але в результаті зупинився на невидимості, надихнувшись такими картинами як «Людина-невидимка» . Згідно, оригінальному двосторінковому резюме сюжету для Fantastic Four #1, згодом опублікованому в Marvel Masterworks, виданні перших десяти випусків, здібності Сью розглядалися за аналогією з фільмом про Людину-невидимку від Universal Studios, яка вимагала від героїні оголеності, проте автори хвилювались, що це може бути «надто сексуально» для коміксів. Спочатку Сью виступала як єдина причина для Бена Грімма, поганого хлопця, залишатися в команді. В опублікованому варіанті особистість Грімма була значно пом'якшена.
Насамперед Невидима леді відома своїми появами у випусках серії Fantastic Four. Первинні здібності Сью у невидимості надавали лише другорядне сприяння під час ранніх пригод команди, особливо у порівнянні з іншими учасниками Фантастичної четвірки. У Fantastic Four #22 (Січень, 1964) автори розширили повноваження Сью, наділивши її здатністю робити інших людей та інші предмети невидимими, а також генерувати силові поля та створювати психічні вибухи. Незважаючи на її розширені повноваження, Сью, насамперед, виконувала роль помічника та заступника Ріда, протягом перших випусків. Все змінилося, коли над серією почав працювати Джон Бірн. Під його авторством, Сью стала впевненішою і наполегливішою у своїх силах, які стали більш багатоцільовими та значними. Наприклад, вона виявила, що за допомогою своїх силових полів вона здатна маніпулювати матерією через повітря, знерухомити ворогів або атакувати на відстані. Сюзан змінила свій псевдонім на Невидима леді, і в даний час визнається однією з наймогутніших персонажів Marvel.

## Біографія
Відповідно до The Marvel Saga: Official History of The Marvel Universe #16, Сюзан Шторм та її молодший брат Джонатан Шторм виросли у місті Гленвілл, Лонг-Айленд, будучи дітьми лікаря Франкліна Шторма та жінки на ім'я Мері. Якось батьки залишили їх самих, щоб поїхати на вечерю на честь доктора Шторма. Дорогою у їхньої машини здулася шина, що призвело до автокатастрофи. Мері зазнала важкого поранення і Франклін наполягав на особистому оперуванні своєї дружини. Він не зміг врятувати її, і вона померла. Після смерті дружини доктор Шторм перетворився на картяра і п'яницю, втративши свою медичну практику, що в результаті наштовхнуло його на ненавмисне вбивство лихваря . Франклін відмовився від засобів захисту в суді, оскільки все ще звинувачував себе у смерті дружини. Оскільки їхній батько був у в'язниці, Сью була змушена по-материнськи дбати про свого молодшого брата.
У той час як Сью жила у своєї тітки, у 17-річному віці вона познайомилася зі своїм майбутнім чоловіком, Рідом Річардсом, гостем їхнього будинку, який відвідував коледж . Після закінчення середньої школи Сюзан переїхала до Каліфорнії, щоб вступити до коледжу для продовження своєї акторської кар'єри, і знову зіткнулася з Рідом. Згодом у них почалися романтичні відносини.
Рід Річардс, який працював у галузі аерокосмічної техніки, займався проєктуванням космічних апаратів для міжзоряних подорожей. Все йшло добре, доки уряд не припинив фінансування його проєкту. Річардс, бажаючи втілити у життя свої задуми, наважився на проведення позапланового випробувального польоту. Спочатку він мав летіти тільки зі своїм найкращим другом Беном Гріммом, проте Сью зіграла важливу роль у виборі Ріда, через що він дозволив їй та її молодшому братові Джонні вирушити разом із ними. У космосі квартет зазнав впливу величезної кількості космічних променів. У результаті їм довелося перервати місію та повернутися на Землю. Здійснивши аварійну посадку, вони виявили, що набули фантастичних здібностей; тепер Сью могла стати невидимою за своїм бажанням. Усвідомлюючи потенційні можливості їх здібностей, вони сформували команду, відому як Фантастична четвірка. Сью взяла собі псевдонім Невидима дівчина.

### Невидима дівчина
Фантастична четвірка розмістилася в будівлі Бакстера, розташованому в Мангеттені. Їх першим противником був Людина-крот, а невдовзі після цього вони протистояли Скруллам. Фантастична четвірка зіткнулася з багатьма суперлиходіями на початку своєї супер-геройської кар'єри, але жоден з них не справив такого сильного враження на Сью, як Неймор Підводник. Принц Атлантиди назвав її найпрекраснішою з усіх жінок, що він будь-коли бачив і запропонував їй стати його королевою, але серце Невидимої дівчини належало Ріду. Незабаром після цього команда вперше зустрілася з Доктором Думом.
Спочатку її можливості обмежувалися на невидимості. Незабаром Сью виявила, що вона може робити інші речі невидимими, а також створювати силові поля з невидимої енергії. Після того, як Сью отримала травму в бою з Людиною-кротом, її батько втік із в'язниці та оперував її, щоб урятувати доньці життя. Франклін визнав свою провину перед дітьми, перш ніж повернутись до в'язниці. Утім, Супер-Скрулл знайшов спосіб викрасти Франкліна і прийняти його образ, а потім вступив у бій проти Фантастичної четвірки. Сам лікар Шторм пожертвував собою, накриваючи своїм тілом міну-пастку, і загинув у присутності дочки та сина, яких дуже любив.
Відносини Сью та Ріда прогресували і в результаті вони вирішили одружитися. Весілля Невидимої дівчини та Містера Фантастика було названо подією століття і деякі супергерої Нью-Йорка були присутні на ній. Навіть кілька супер-лиходіїв хотіли бути присутніми на церемонії, для раптового нападу на Фантастичну четвірку. Незабаром після цього Сью та Фантастична четвірка вперше зіткнулися з Галактусом та Срібним Серфером. Пізніше Сью завагітніла її першою дитиною. Через це вона деякий час не могла виконувати службові обов'язки у команді. Її замінила тодішня дівчина Джонні, представниця раси Нелюдей, Кристал.
Космічне випромінювання якимось чином вплинуло на тіло Сюзан, що спричинило серйозні труднощі у процесі вагітності. Знаючи це, Рід, Джонні і Бен вирушили в Негативну Зону, щоб отримати Жезл космічного контролю Анігілуса. Завдяки ефективному використанню пристрою, дитина була благополучно народжена на світ і отримала ім'я Франклін, названий на честь батька Сью та Джонні. Космічне опромінення, що наділило Ріда і Сюзан суперсилами, вплинуло на генетичну структуру їхнього сина: Франклін народився мутантом, який має повноваження найвищого потенціалу. Прагнучи використати таланти хлопчика в особистих цілях, Аннігілус викликав передчасне вивільнення прихованих здібностей Франкліна. Оскільки Франклін був занадто молодий і недосвідчений, щоб контролювати величезні запаси енергії всередині його тіла, Рід Річардс побоювався, що його син не зможе утримати силу в собі, що призведе до знищення всього живого на Землі. Будучи не в змозі знайти інше рішення за короткий проміжок часу, перш ніж трапиться неминуча катастрофа, Рід спроєктував прилад, який відправив Франкліна в кому, блокуючи псі-енергію всередині нього. Розлютившись на Ріда за його вчинок, Сью покинула Фантастичну четвірку і розлучилася з ним. Її місце тимчасово заміняла Медуза. Завдяки Неймору, Сью помирилася з Рідом і повернулася в команду, а Франклін, через деякий час, прийшов до тями.

### Невидима леді
Сюзан зрештою завагітніла вдруге. Утім, травма її першої вагітності була малою в порівнянні з другою з кількох причин. Дитина Сюзан виявилася мертвонародженою, піддавшись випромінюванню, коли команда востаннє знаходилася в Негативній Зоні. Депресією Сью маніпулював Психолюдина, яка посилила її негативні риси характеру і перетворив на Малик. Будучи Маликом, Сью напала на своїх друзів і сім'ю з Фантастичної четвірки, використовуючи здібності, які вона ніколи не показувала раніше. Вона з легкістю здолала Жінку-Галк і Людину-Смолоскипа, проте Ріду вдалося зупинити Сью, змусивши її ненавидіти себе . Звільнившись з-під впливу Психолюдини, Сью перемогла його. З'єднавшись зі своїми товаришами по команді, Сью заявила, що Психолюдина більше ніколи не завдасть нікому шкоди. Останні події глибоко відбилися на ній і вона вирішила змінити свій псевдонім на Невидиму леді. Разом із Рідом вона ненадовго покинула команду. У цей період Невидима леді та Містер Фантастик деякий час перебували в лавах Месників. Незабаром вони повернулися до Фантастичної четвірки.
Під час подій Infinity War Сью була змушена знову зіткнутися з Мали, яка спливла в її підсвідомості. Після перемоги над нею, особистість Малик влилася у її власну свідомість. Згодом особистістю Сью перебувала під впливом Малик, через що вона стала більш агресивною у бою, наприклад надаючи силовим полям форму лез, що розрізають ворогів. Її син Франклін, який вирушив у майбутнє, а потім повернувся в минуле, ставши супер-героєм Псі-Лордом, був у змозі звільнити свою матір і поглинути Малик. Зрештою йому вдалося перемогти Малик, проєктуючи її у свідомість Темного розбійника, шаленого альтернативного аналога Ріда Річардса, який потім загинув у Негативній Зоні.
Після уявної смерті Ріда, Сью виявила у себе лідерські якості. Приблизно водночас Сюзан, яка відчувала, що її чоловік все ще живий, продовжила його пошуки, попередньо відкинувши залицяння з боку Неймора. Зрештою команді вдалося знайти і повернути Ріда, який деякий час відчував невпевненість у своїх навичках лідера, оскільки Сью також виявилася здібним лідером.
Повернувшись на Землю, команда зіштовхнулася із Валерією фон Думом. Ця нова Дівчина Марвел прийшла з альтернативного майбутнього, де була дочкою Сюзан Шторм та Віктора фон Дума. Під час протистояння з Абраксасом, Франклін показав, що він використав свої здібності, щоб врятувати оригінальну мертво-народжену дитину Сью і помістив її в альтернативне майбутнє. Після закінчення історії з Абраксасом, дівчина Марвел була відновлена всередині матки Сью.
Цього разу пологи Сью виявилися ще важчими, ніж раніше. Завдяки Докторові Думу, Сью змогла народити здорову дівчинку, якій Дум дав ім'я Валерія як ціну за допомогу. Дум використовував у ньому заклинання, помістивши у її тіло духу Фамільяра, щоб використати його проти Фантастичної четвірки. Команді вдалося звільнити Валерію від контролю супер-лиходія і здолати його.

### Громадянська війна
Брат Сью, Джонні, насолоджуючись побаченням, був побитий перед нічним клубом місцевими жителями, які були обурені тим, що його статус супергероя/знаменитості надає йому можливість проходити без черги, підживлюючи свою ненависть нещодавнім інцидентом у Стамфорді.
Під час Громадянської війни, Сью спочатку була на боці супер-героїв, що виступають за реєстрацію надлюдей, однак, ставши свідком вбивством Білла Фостера від руки клона Тора, створеного її чоловіком Містером Фантастиком і Тоні Старком Сью допомогла Таємним Месникам Капітана Америки. силовим полем та дозволивши піти.
Пізніше цієї ночі, Сью покинула будинок Бакстера і зустрілася з Джонні. Вона залишила записку сплячому Ріду, повідомивши йому, що діти перебувають під його опікою, оскільки вона має намір піти в підпілля і об'єднати сили з армією опору Капітана Америки. Наприкінці листа вона сердечно попросила чоловіка «виправити все».
У ході фінальної битви, що розгорнулася в Civil War #7, Наглядач спробував пристрелити її, проте Рід заступив собою тіло дружини. Розлютившись, Сью атакувала наглядача силовим полем, залишивши в землі глибоку дірку. Після закінчення війни Невидима леді допомогла з відновленням Нью-Йорка. Разом з іншими Таємними Месниками вона була амністована. Прагнучи відшкодувати шкоду, заподіяну їхньому шлюбу під час війни, Сью і Рід залишили Фантастичну четвірку, попросивши Чорну пантеру і Шторм тимчасово їх підмінити . Відпустка Сью та Ріда закінчилася незабаром після того, як на них напала Жахлива четвірка і вони повернулися до команди.

### Світова війна Халка
У другому випуску обмеженої серії World War Hulk Фантастична четвірка протистояла Галку. Рід розробив пристрій, що відтворює образ Вартового, щоб за її допомогою тимчасово заспокоїти Галка. Проте той швидко розкрив обман і розпочав бій проти команди. Сью використовувала силові поля, захищаючи Ріда від ударів Галка, який, утім, зруйнував їх з такою силою, що вона знепритомніла, залишаючи чоловіка вразливим. Перед цим вона встигла зателефонувати до Вартового, попросивши його про допомогу.
Галк перетворив Медісон Сквер Гарден на гладіаторську арену. Сью та інші переможені герої перебували у полоні на нижчому рівні. Герої були оснащені тими ж дисками покори, які використовувалися для придушення сили Галка і змушували його боротися з супутниками на Сакаарі.

### Секретне вторгнення
Під час проходження лекційного турне у Ванкувері Сью була захоплена Скруллом, який набув вигляду Ріда Річардса. Самозванець стиснув її мозок силовим полем, після чого Невидима леді знепритомніла. Потім інший Скрулл проник у будівлю Бакстера під виглядом Сюзан Шторм і відкрив портал в Негативну Зону, перемістивши туди три верхні поверхи штаб-квартири Фантастичної четвірки, захопивши Джонні, Бена, Франкліна і Валерію. Незабаром з'ясувалося, що цим Скруллом була Лайджа, колишня дружина Джонні, яка колись увійшла в Фантастичну четвірку, видаючи себе за любовний інтерес Бена, Алісію Мастерс.
Справжня Сью прийшла до тями в одному зі збитих кораблів Скруллів після закінчення інопланетного вторгнення.

### Темне правління
Рід вирішив серйозно переосмислити своє життя і побудував пристрій під назвою «Міст», який дозволив йому подорожувати між іншими реальностями. Проте, як тільки він запустив «Міст», агенти М. О. Л. О. Т. у вторглися до будинку Бакстера і відключили живлення в будівлі Бакстера, що призвело до коливання потужності, яке відправило Сью, Джонні та Бена в доісторичну епоху. У той час як Рід вивчав альтернативні реальності, де Громадянська війна закінчилася по-іншому, Сью, Джонні та Бен подорожували по всьому тимчасовому простору. Повернувшись, вони виявили вторгнення агентів МОЛОТа, на чолі з Норманом Озборном. Сью зажадала, щоб він відійшов від її дітей та атакувала його силовим полем. Після відходу Озборна Сью зажадала, щоб Рід знищив «Міст». Він погодився, але насправді продовжив свої експерименти таємно від дружини.

### Фонд Майбутнього
Після смерті Джонні решта команди перейменувала себе на Фонд Майбутнього, тоді як Людина-павук став її четвертим учасником. Коли один із Рідів Річардсів з іншого всесвіту прибув у їхню реальність, Сюзан повернулася до будівлі Бакстера, поки інші члени команди боролися з іншими Рідами у місті Вищого Еволюціонера. Згодом Рід об'єднав Фонд Майбутнього з Месниками, Новими Месниками та багатьма іншими героями, щоб атакувати Аттілан, який також брав участь у війні, що розгорнулася. Відразу після того, як герої покинули будівлю Бакстера, армія кріанців напала на Нью-Йорк. Використовуючи свою силу та броню Залізної людини, Сью створила навколо Мангеттена силове поле, але воно швидко було знищене. Тим часом, Культ Негативної Зони проник у будівлю Бакстера та відкрив портал у негативну Зону. Людина-павук спробував завадити їм, але зазнав невдачі. З порталу вийшов воскреслий Джонні Шторм з переможеним Анігілусом.
Джонні зібрав інших членів команди, намалювавши в небі полум'яну четвірку. Сью, Рід, Бен і Пітер сіли на один з кораблів Анігіляційної хвилі під контролем Джонні, який використав повну частину кораблів, що залишилася, в битву проти армії Кріі. Незабаром Рід і Сью звернулися до Галактуса за допомогою, після чого Пожиратель світів зруйнував сили Крі. У цей момент перед ними постали Целестіали, щоб знищити все живе . Незважаючи на спроби команди використовувати зброю масового враження, розроблену Рідами, не вдалося зупинити Целестіалів. Проте, згідно з планом Натаніеля Річардса, з'явилися дорослі версії Франкліна та Валерії. Майбутній Франклін використав свою силу, щоб зцілити Галактуса та знищити за його допомогою Целестіалів. Пізніше, у процесі перебудови будівлі Бакстера, Містер Фантастік показав нову штаб-квартиру під назвою Фонд та нові костюми були передані членам Фонду Майбутнього, у рамках реформування Фантастичної четвірки.

### Час закінчується
Вісім місяців по тому, Сью стала агентом Щ. И. Т. а й возз'єдналася з Месниками. Вона була помічена під час захоплення і допиту Амадея Чо, поряд з Капітаном Марвелом і Соколиним Оком, вимагаючи видати місце розташування Ілюмінатів, у тому числі й Ріда Річардса. Незабаром з'ясувалося, що насправді вона допомагала її чоловікові та Ілюмінатам переховуватися від Щ. И. Т. а.

### Секретні війни
Усвідомлюючи, що людство приречене, Сью та інші члени Фантастичної четвірки створювали рятувальний пліт, сподіваючись перезапустити людську расу після зіткнення всесвітів 616 та 1610. Тим не менш, в ході зіткнення їх всесвіту і Ultimate-всесвіту, частина корабля, де знаходилися Сью, Бен та більшість дітей з Фонду Майбутнього відокремилася. Невидима леді створила силове поле навколо корабля, проте Ріду не вдалося врятувати їх та Сью, серед інших, загинула . Коли Молекулярна людина передав Ріду свою силу, той використав набуті повноваження, щоб воскресити свою сім'ю, включаючи Сью. Потім вони почали відновлювати мульти-всесвіт .

## Сили та здібності
Будучи Невидимою леді, Сюзан може робити себе повністю або частково невидимою за власним бажанням. Вона також може робити інших людей або об'єкти невидимими, покриваючи територію до сорока тисяч кубічних футів. Сью досягає цього, силою думки вигинаючи всі довжини хвиль видимого, інфрачервоного та ультрафіолетового світла, змушуючи їх огинати себе або цілі, при цьому відсутні будь-які видимі ефекти спотворення. Крім того, вона може використовувати свої здібності на інших об'єктах, роблячи їх видимими чи невидимими. Також, Сью здатна силою думки генерувати псионічні невидимі щити, напевно, витягуючи їх із гіперпростору, щоб потім маніпулювати ними з різною метою. Найчастіше Сюзан формує практично неруйнівні силові поля довкола себе чи інших людей. Вона може змінювати структуру та міцність своїх полів, залежно від їхнього призначення. Утім, при створенні потужних полів вона відчуває фізичну перенапругу, що нерідко супроводжується кровотечею з носа. Також, вона здатна створювати непрозорі і напівпрозорі поля, що нагадують молочне скло, для відображення лазерних променів або сформувати частково проникну мембрану, здатну фільтрувати кисень, що надходить з води.
Сью може утворювати з псионічних силових полів невидимі конструкції, які зазвичай приймають прості форми, такі як: бар'єри, колони, конуси, циліндри, диски, куполи, платформи, пандуси, гірки і сфери. Для наступальних цілей Сью надає їм форму зброї, від невеликих снарядів до масивних невидимих таранів. Також, вона здатна генерувати тверді силові конструкції, маленькі, як крихітна кулька, або великі, як 100-футові (30 м) бані, діаметр яких може бути збільшений дуже значно, аж до кілька миль. При формуванні одного з її силових полів усередині об'єкта та розширення поля, Сью може цим викликати вибух усередині тіла мети. Також вона здатна пересуватися на вершині створених конструкцій, таких як: платформа, сходи, гірка, диск, тим самим її сили дозволяють їй літати. Вона може керувати енергією своїх силових полів навколо інших об'єктів для імітації можливості телекінезу. Як уже було сказано неодноразово, у тому числі найбільшим противником Фантастичної четвірки, Доктором Думом, Сью є однією з найсильніших учасників квартету та однією з небагатьох істот, здатних розірвати оболонку Целестіалів . Вона здатна генерувати та маніпулювати декількома силовими полями одночасно. Ця влада обмежується лише її концентрацією; щойно вона перестає концентруватися на полі, воно просто перестає існувати.
Також Сюзан є компетентним майстром бойових мистецтв, пройшовши курс навчання Залізного кулака та отримавши додатковий інструктаж від Істоти та Жінки-Галк . Її безпрецедентне почуття співчуття робить її вродженим лідером, і вона, як правило, виступає як другий командир Фантастичної четвірки, виконуючи ці обов'язки під час відсутності Містера Фантастика.

## Альтернативні версії

### Дім М
У цій реальності Сюзан мутувала і померла разом зі своїм чоловіком Рідом Річардсом та космонавтом Джоном Джеймсоном, залишивши Бена Грімма одного. Їхній син Франклін став сиротою. Пізніше з'ясувалося, що Доктор Дум, лідер Фантастичної Четвірки, дав своїм підопічним суперздатності, проводячи експерименти на трупах Ріда та Сью.

### Доба Ікс
Після того, як її син Франклін був атакований Вовчицею, Сью здала її мисливцям на мутантів, а решта ФЛ була схоплена владою. Пізніше вона поєдналася з Мстителями. Сью намагалася завадити команді вбивати мутантів, відчуваючи провину за те, що вона зробила із Фантастичною Четвіркою. Зрештою, була вбита Галком, коли захищала Фортеця Ікс.

### MC2
У цій реальності Сюзан стримувала дірки, які вели до Негативної Зони. Їй вдалося впоратися з проблемою та повернутися до Фантастичної П'ятірки. Вона боролася з Галактусом під час міні-серії під назвою Останній Рубіж Планети. Сью розмістила силове поле, щоб запобігти просуванню цунамі, яке могло знищити Нью-Йорк.

### Marvel Зомбі
Коли на Землю потрапляє космічна інфекція, що перетворює живих істот на зомбі, Рід і Сью втрачають своїх дітей Франкліна і Валерію, яких було вбито зомбі- Жінкою-Галк. Збожеволілий Рід навмисно піддає своїх товаришів по команді впливу інфекції зомбі-вірусом, після чого Сью, Джонні та Бен заражають його. Вони намагаються пробратися до порталу в інші виміри, проте Ніку Фьюрі вдається знищити його. Згодом зомбі-Містер Фантастік обманом заманює свою Ultimate-версію на їхній вимір, проте тому вдається втекти. Зомбі-Фантастичній четвірці вдається потрапити до Ultimate всесвіту, але вони зазнають поразки і ониняються замкнені в тюремній камері. Завдяки хитрощі зомбі-Містера Фантастика, їм вдається вибратися, після чого вони атакують будівлю Бакстера. Зомбі-Сюзан Шторм та інших членів зомбі-Фантастичної четвірки перемагає Ultimate-Рід Річардс у тілі Доктора Дума, після чого їх залишки були викинуті до зомбі-всесвіту.

### Доба Апокаліпсису
Життя Сью була трагічною втратою Ріда і Джонні, які вирішили допомогти людям врятуватися з корабля, знищеного мутантами. Сюзан об'єдналася зі своїм другом Беном Гріммом, разом вони стали членами людських повітряних сил, які захищали небо від сил Апокаліпсису. Вони були частиною ескорту Михайла Распутіна, який прибув до Лондона, щоб запропонувати людям шанс «врятуватися». Раптом корабель вибухнув. Уникнувши загибелі, Бен і Сью приземлилися на дослідження місця вибуху. Там вони знайшли Халка, який атакував їх; він майже переміг їх, доки Сью не відстрілила йому вухо. Вони переслідували пораненого Халка, доки виявили Брюса Баннера, не знаючи, що він був Халком і подвійним агентом Апокаліпсису.
Пізніше Сью і Бен, разом із Гвен Стейсі, Дональдом Блейком, Тоні Старком та Думом прибули на корабель Распутіна на запрошення. Вони дізналися, що план «порятунку» Михайла полягає у перетворенні людей на армію кіборгів, яку Распутін сподівався використати для боротьби з Апокаліпсисом. Він спробував взяти їх у полон, Сью та Бен бігли, але Бен був убитий під час втечі. Поки їх корабель приземлявся, люди, що вижили, стали свідками того, як захист з боку моря загрожує знищити їх судна. Сью була однією з тих, хто бачив, як Брюс Банер намагався пожертвувати своїм життям, щоб знищити гамма-боєголовку, яке він сам і створив, він урятував усіх. Подальша діяльність Сью невідома.

### 1602
У цій реальності Сью Шторм була членом Четвірки Фантастика. Коли Сью отримала свої здібності, вона не змогла стати щільною. У цьому примарно-подібному стані всі могли бачити, як розвивається дитина Сью та Ріда. На щастя, він не був схильний до прокляття матері і був видимим.

### Ultimate Marvel

Ultimate Невидима леді на обкладинці Ultimate Fantastic Four #9 (Вересень, 2004). Художник — Стюарт Іммонен

Ultimate-версія Сюзан схожа зовнішнім виглядом та здібностями на Сью Шторм із 616 Всесвіту. Будучи старшою дитиною вченого Франкліна Шторма, Сью Шторм успадкувала геніальність батька. З раннього дитинства вона була одним із чудес учнів і працюючих у будівлі Бакстера, урядової дослідницької лабораторії у центрі Манхеттена. Вона є привабливою та дуже талановитою дівчиною вісімнадцяти років, вундеркіндом біохімії, яка виросла в будівлі Бакстера, у програмі обдарованих та талановитих людей під керівництвом свого батька. Під час навчання у будівлі Бакстера, між Сью та її однокласником Рідом Річардсом зав'язалися романтичні стосунки. Під час тестування через збій у роботі пристрою, Сью перемістилася до центру пустелі Невади. Вона була знайдена колишнім викладачем будівлі Бакстера, доктором Артуром Молкевичем, який відвів її до свого притулку, розташованого під вулицями Манхеттена. Молкевич заспокоїв її та допоміг навчитися керувати новими здібностями Сью, які вона отримала внаслідок телепортації. В цей же час він відправив монстра в будинок Бакстера для того, щоб він привів йому трьох інших, хто також був змінений в результаті експерименту з N-Зоною. За допомогою цих трьох Сюзан втекла від Молкевича і повернула всіх на поверхню, використовуючи свої силові поля. Взявши як свою нову роботу навчання себе і трьох партнерів, Сью провела місяці, досліджуючи їх здібності.
Сюзан з'ясувала природу здібностей Ріда та Джонні, але її власні здібності та зміни, що відбулися з Беном, так і залишалися незрозумілими. Сью продовжувала вдосконалювати свої здібності та з'ясовує, що вони залежать від її фізичного стану та в екстремальних ситуаціях створювати поля їй вдається легше, ніж у спокійний час. Коли Віктор Ван Дамм атакував будинок Бакстера за допомогою механічних комах, Сью створила велике силове поле, через що в неї з носа пішла кров. Разом вони протистояли Докторові Думу, який і стояв за нападом. Сью довела свою значущість для команди, і коли Фантастична четвірка стала відомою як Невидима леді. Її слава та неймовірна краса принесла їй увагу від таких виробників, як мільярдер плейбою Тоні Старк. Вона залишається романтично відданою Ріду Річардсу, незважаючи на його стурбованість наукою. Протягом коміксу, Сью була одним з основних персонажів у таких подіях як Ultimate Secret та Ultimate Power. Сью брала участь у події Ультіматум, де вона у затопленому Нью-Йорку відсуває приливну хвилю псіонічною силою. У результаті вона врятувала місто, проте отримала велику психічну напругу і впала в глибоку кому. Пізніше вона прокинулася. У ході цього дізнається, що Бен відчував романтичні почуття до неї. Після Ультиматуму Сью розлучається з Рідом і слідує стопами своєї матері. Пізніше вона, поряд з іншими героями, атакує Ріда, що став лиходієм . Згодом приєдналася до Алтімейтсу . Як і інші жителі Ultimate-всесвіту, Сью загинула під час зіткнення всесвітів 616 та 1610.

### Варлок
На Анти-Землі аналоги «Фантастичної четвірки» захоплюють експериментальний космічний корабель, щоб стати першими людьми у космосі. Людина-Звір зводить нанівець ефекти космічного випромінювання всім, крім Ріда Річардса, який піддається ефекту лише десять років по тому. Коли їхній корабель падає, Сью Сторм впадає в кому, від якої вона не прокидається.

## Поза коміксами

### Телебачення
- У мультсеріалі «Фантастична четвірка» 1967 року її озвучує Джо Енн Пфлаг.
- Джіні Тайлер-Гілтон озвучує Сюзан Шторм у мультсеріалі «Фантастична четвірка» 1978 року.
- Невидима леді з'являється в культовому мультсеріалі «Фантастична четвірка» 1994 року, озвучена Лорі Алан.
- Невидима леді разом з рештою Фантастичної четвірки з'являється в мультсеріалі «Людина-павук» 1994 року, в декількох епізодах сезону «Секретні війни».
- Сью з'являється в мультсеріалі «Фантастична четвірка: Найбільші герої світу», прем'єра якого відбулася 2 вересня 2006 року на Cartoon Network. Героїню озвучує Лара Гілкріст. Це перший мультфільм про фантастичну четвірку, де Рід і Сью не одружені.
- Невидима леді з'являється у мультсеріалі «Супергеройський загін», озвучена Тарою Стронг.
- Ерін Торпей озвучує Невидиму леді у мультсеріалі «Месники. Найбільші герої Землі». Вона також повернеться до «Месники, Загальний збір», де допоможе разом зі своєю командою Фантастична Четвірка, зупинити Бражника. А також вона потрапить під вплив акуми, але герої (Ватерквін найбільше врятує Сью Шторм) врятують її.
- Невидима леді з'являється в одному з епізодів мультсеріалу Галк і агенти У. Д. А. Р.", Де Кері Уолгрен повторила свою роль з гри «Lego Marvel Super Heroes».

### Кіно
- У фільмі 1994 року «Фантастична четвірка» Сюзан зіграла Ребекка Стааб. У фільмі Сью представлена, як у класичних коміксах: сором'язливою, стриманою та захопленою Рідом. Фільм закінчується весіллям Сью та Ріда.
- Джессіка Альба виконала роль Сюзан Шторм у фільмі «Фантастична четвірка» 2005 року. Сью показана блискучим ученим, який очолює департамент генетичних досліджень Віктора фон Дума. На момент початку фільму вона складається з ним у романтичних стосунках. Безпосередньо перед появою космічної бурі, яка надає їй здатність маніпулювати світлом (можливість ставати невидимою та маніпулювати силовими полями), Віктор має намір зробити їй пропозицію. Під час сюжету вона знову зближується з Рідом Річардсом, з яким колись зустрічалася, але той не був готовий до серйозних стосунків. Незважаючи на те, що вона спочатку використовує свої сили під впливом емоцій, їй вдається контролювати свої здібності під час фінальної битви з Доктором Думі. У фіналі Рід робить їй пропозицію, і вона погоджується.
- Альба повторила свою роль у фільмі «Фантастична Четвірка: Вторгнення Срібного серфера» 2007 року. За сюжетом, весілля Невидимої леді та Містера Фантастика перериває Срібний Серфер . Незважаючи на його наміри привести на їх планету Пожирача світів, Галактуса, він відчуває симпатію до Сью, оскільки вона нагадує йому жінку, яку він колись кохав, поки він був ще до перетворення на Серфера. Щоб захопити Серфера, команда змушена поєднатися з Віктором фон Думом. Коли той забирає силу Серфера і намагається вбити його, Сью затуляє собою його тіло та вмирає на руках Ріда. Тим не менш, Фантастичній четвірці вдається здолати Доктора Дума і Срібний Серфер, повернувши свою силу, зціляє Сью. Фільм закінчується їх з Рідом весіллям в Японії, після чого команда вирушає до Венеції, щоб урятувати місто від затоплення.
- У фільмі-перезапуску «Фантастична четвірка» 2015 роль Невидимої леді зіграла Кейт Мара[49]. Тут вона є албанкою з Косово, а також прийомною донькою Франкліна Шторма та прийомною сестрою Джонні Шторма. Після отримання здібностей від Планети Нуль, Сью навчається контролю невидимості та силових полів. Вчений, які працюють разом із Франкліном, розробляють для неї спеціальний костюм, щоб допомогти Сью адаптуватися до її суперздібностей. Коли Віктор фон Дум повертається з Планети Нуль і вбиває її прийомного батька, Сью стає спустошеною. Разом з Рідом, Джонні та Беном вони перемагають Віктора та формують команду Фантастична четвірка.

### Відеоігри
Сюзан Шторм є героїнею кількох комп'ютерних ігор, переважно разом з іншими членами Фантастичної четвірки.
- Перша віртуальна поява Невидимої леді відбулася у грі «Fantastic Four» 1997 року для PlayStation.
- Вона постала як ігровий персонаж у відеоіграх, заснованих на фільмах. Вона була озвучена Джессікою Альбою у першій частині, а також Ерін Метьюс у продовженні. Також є можливість розблокувати на додатковому рівні першої гри «класичну» невидиму леді, її озвучує Грей Делайл.
- Сюзан також має епізодичну роль у грі розробленої на основі однойменного мультсеріалу 1994 року «Spider-Man: The Animated Series» для Sega Mega Drive і Super Nintendo. Після досягнення певного рівня гри, Невидима Леді може бути викликана обмежену кількість разів для отримання допомоги. Тут вона робить Людину-Павука тимчасово невидимою.
- Сью Річардс виступає як грабельний персонаж у відеогрі «Marvel: Ultimate Alliance», озвучена Данікою Маккеллар . Доступні її класичний костюм, Ultimate, Нью-Marvel та оригінальний. Вона має спеціальні діалоги з Джиною Грей, Чорним Громом, Неймором, Віженом, та Уату.
- Сью Річардс також грабельний персонаж і в Marvel: Ultimate Alliance 2, знову озвучена Данікою Маккеллар.
- Сюзан з'являється як грабельний персонаж у Marvel Super Hero Squad, озвучена Тарой Стронг, а також у сіквелі гри Marvel Super Hero Squad: The Infinity Gauntlet, де Стронг повторила свою роль.
- Невидима леді є грабельним персонажем у «Marvel Super Hero Squad Online», де її озвучила Грей Делайл.
- Невидима леді доступна як завантажуваний контент для гри «Little Big Planet».
- Тара Стронг знову озвучила Невидиму леді у грі «Marvel Super Hero Squad: Comic Combat».
- Невидима леді з'являється у віртуальному пінболі Fantastic Four з Pinball FX 2, випущеного Zen Studios.
- Невидима леді є грабельним персонажем у грі «Marvel: Avengers Alliance» для Facebook.
- Невидима леді — грабельний персонаж у «Marvel Heroes».
- Кері Уолгрен озвучила Сюзан Шторм у грі «Lego Marvel Super Heroes», де вона є грабельним персонажем.
- Невидима леді є грабельним персонажем у Marvel: Future Fight для платформ iOS та Android.

## У популярній культурі
- Невидима жінка з'явилася в Робоципі в епізоді Monstourage озвучена Еммануель Шрікі.
- У мультсеріалі «Невгамовні» представлена пародія на персонажа в епізоді «Mega Diaper Babies». Головні герої — маленькі діти надивившись мультсеріалу про подвиги Фантастичної четвірки, уявляють себе супергероями. Так Ліл стає «Пунктирною дівчинкою», яка, на відміну від Сью Шторм, не стає невидимою, а залишає замість себе пунктирний силует.
- У «Сімпсонах» у гелловінському випуску номер XIV є момент, коли сім'я перетворюється на членів Фантастичної четвірки. Меґґі стає невидимою дівчинкою.
- Памела Андерсон виступає як Невидима Дівчина у фільмі «Супергеройське кіно».
- У мультсеріалі «Брати Вентура» існує команда мутантів, яка пародує Фантастичну Четвірку. Дружина Лікаря Імпосібла — Саллі в моменти емоційних потрясінь робить невидимою тільки свою шкіру, роблячи цим видимими м'язи і м'язи.

## Критика та відгуки
Часопис «Wizard» поставив героїню на 99-те місце у своєму списку найбільших персонажів коміксів усіх часів . Невидима жінка посіла 66-те місце у списку «100 найкращих героїв коміксів» за версією IGN, а також 40-е місце у списку «Топ 50 месників». Героїня була визначена на 85-му місці у списку 100 найсексуальніших героїнь коміксів за версією Comics Buyer's Guide.